# Überleben an der Wickelfront
Überleben an der Wickelfront ist eine deutsche Fernseh-Komödie aus dem Jahr 2012. Die Literaturverfilmung basiert auf dem gleichnamigen Sachbuch von Dieter Bednarz.

## Handlung
Dieter Lindemann (dessen Name im Film für den realen Dieter Bednarz steht) und seine Frau Esther sind endlich Eltern geworden. Es sind Zwillinge. Aber wer bleibt nun zu Hause? Die Anwältin Esther hat gerade erst die Leitung ihrer Kanzlei übernommen. Sie kann jetzt kein Jahr Pause machen. Stattdessen bleibt der fest angestellte Journalist Dieter zu Hause. Er freut sich auf die Auszeit und unterschätzt die auf ihn zukommende Aufgabe. Ursprünglich glaubte er, morgens lange ausschlafen zu können, gemütlich zu frühstücken und nachmittags mit den Zwillingen zu spielen. Stattdessen merkt er nach ein paar Monaten, wie sehr ihn der Schlafverlust an den Nerven kratzt. Während er tröstet, wickelt, füttert und allerlei Babykurse besucht, beneidet er seine Esther, die den ganzen Tag ohne Kinder auskommt. Esther hingegen beobachtet mit gemischten Gefühlen, wie sich Dieter mit Corinna, einer Mutter vom Spielplatz, anfreundet. Sie ist eifersüchtig. Als sie auch noch feststellt, dass Dieter nebenbei wieder begonnen hat zu arbeiten, ist der Ehekrach perfekt.

## Hintergrund
Gedreht wurde vom 10. Mai bis 17. Juni 2011 in Berlin. Die Fernseherstausstrahlung war am 3. Mai 2012 im ZDF. Dabei wurde der Film von 4,80 Mio. Zuschauern gesehen, was einem Marktanteil von 15,6 Prozent entsprach.

## Kritiken
„Turbulente (Fernseh-)Komödie, die eine zumindest Eltern vertraute Situation durch den Tausch der weitgehend üblichen Rollenverteilung überhöht.“

„Eigentlich gilt Regisseur Titus Selge als Krimispezialist […]. Hier jedoch nahm er sich des gleichnamigen Romans von Dieter Bednarz in der Drehbuchbearbeitung von Stefan Kuhlmann […] an und setze eine konventionelle Familienkomödie ohne große Überraschungen in Szene, die dank der Darsteller aber durchaus charmant daherkommt.“

„Die große Leistung der Komödie besteht darin, dass sie nicht bei diesen Klischees stehen bleibt. Nie stellt sie die müßige Frage, ob Männer wickeln oder Frauen ihre Kinder abgeben sollen und können. Es sind die einfachen Sorgen und Ängste von Eltern, die im Mittelpunkt stehen. Wer selbst weiß, wie sehr Vollzeit-Kinderbetreuung isoliert und die Partnerschaft auf die Probe stellt, wird sich schmunzelnd und seufzend wiederfinden. Die schönste Szene, Dieters Interview mit dem Außenminister, zeigt, wie eine Welt sein könnte, in der Beruf und Kinder sich nicht ausschließen. Relevantes und unterhaltsames Fernsehen, mehr davon!“

## Interviews
- Sandra Brockötter: Wie läuft’s in Ihrer echten Chaoten-Familie, Herr Ochsenknecht?, Bild.de, 3. Mai 2012
- Paul-Josef Raue: „Überleben an der Wickelfront“ vom ZDF verfilmt, Thüringer Allgemeine, 28. April 2012